# Антон (Коми)
Антон (Онтон) — упразднённая деревня в Троицко-Печорском районе Республики Коми, расположена на левом берегу реки Илыч, при впадении её притока Когыль.

## История
Деревня образовалась во второй половине XVIII века.
Парламентарии Республики Коми 18 сентября 2008 года на I заседании IV сессии Госсовета республики поддержали законодательную инициативу Совета Троицко-Печорского района об упразднении деревни.
История названия
В основе названия — личное имя первого поселенца Антона. Считается, по легенде, что пять братьев-охотников основали деревни по реке Илыч — Сарьюдин, Еремеево, Габэ, Максим, АнтонСтарое название Когыль-дін указывает на расположение у реки Когыль.

## География
Находится на юго-востоке Коми, в бассейне Верхней Печоры, на левом берегу реки Илыч, при впадении её притока Когыль.
Климат
Находится в местности, приравненной к районам Крайнего Севера.

## Население
В деревне в 1892 году проживали 75 человек, в 1916 — 46, 1970 — 35, 2002 — 6. С октября 2007 года, по словам председателя Совета Троицко-Печорского района Юрия Шавкова, в деревне никто не проживает, жители переехали в соседние села и деревни.
Сохранились дома, их используют охотники как стоянки

## Инфраструктура
Электричество никогда не было проведено.
После распада СССР никакого производства, объектов социальной сферы не сохранилось.
После упразднения населённого пункта — объект туризма

## Транспорт
Водный транспорт, по реке Когель.